# Laguna Muñoz
A  Laguna Muñoz é um lago localizado na Guatemala. Localiza-se no departamento de Suchitepéquez, Município de Santo Domingo Suchitepequez.